# Disneyland Hotel (Califòrnia)
El Disneyland Hotel és un hotel situat al Disneyland Resort a Anaheim, Califòrnia. És propietat de The Walt Disney Company i està operat a través de la seva divisió d'Experiències. Es va inaugurar el 5 d'octubre de 1955, com un motel sota la propietat de l'empresari Jack Wrather, que també operava l'hotel en virtut d'un acord amb Walt Disney. L'hotel va ser el primer a portar oficialment el nom de Disney. Sota la propietat de Wrather l'hotel va rebre diverses ampliacions i renovacions al llarg dels anys fins a ser adquirit per Disney el 1988. El 1999 com a part de l'expansió del Disneyland Resort l'hotel va ser reduït fins a la seva capacitat actual.

## Història

### Concepte i construcció
En el moment de la seva construcció a mitjans de la dècada de 1950, Disneyland es trobava en una zona remota fora d'Anaheim, Califòrnia. Walt Disney volia construir un hotel perquè els visitants de Disneyland poguessin passar la nit, ja que Disneyland estava molt lluny dels centres de població existents del sud de Califòrnia en aquell moment, però els recursos financers de Disney es van esgotar amb la construcció del parc. Inicialment va intentar convèncer al seu amic Art Linkletter per a construir l'hotel, però Linkletter va declinar degut a tenir dubtes sobre el futur del parc.  Disney també es va posar en contacte les cadenes hoteleres Hilton i Sheraton, però com que no sabien on era Anaheim en aquell moment, van declinar la oferta. Aleshores, Disney va negociar un acord amb Jack Wrather i la seva sòcia empresarial Maria Helen Alvarez sota el que Wrather-Alvarez Productions seria el propietari i operaria un hotel anomenat Disneyland Hotel a l'altre costat del carrer de Disneyland. Jack Wrather era un milionari del petroli de Texas convertit en productor de cinema que ja era propietari d'hotels a Las Vegas i Palm Springs, a més de tenir la copropietat de canals de televisió a Tulsa i San Diego amb Alvarez.

### Propietat de Wrather Corporation: 1955–1988

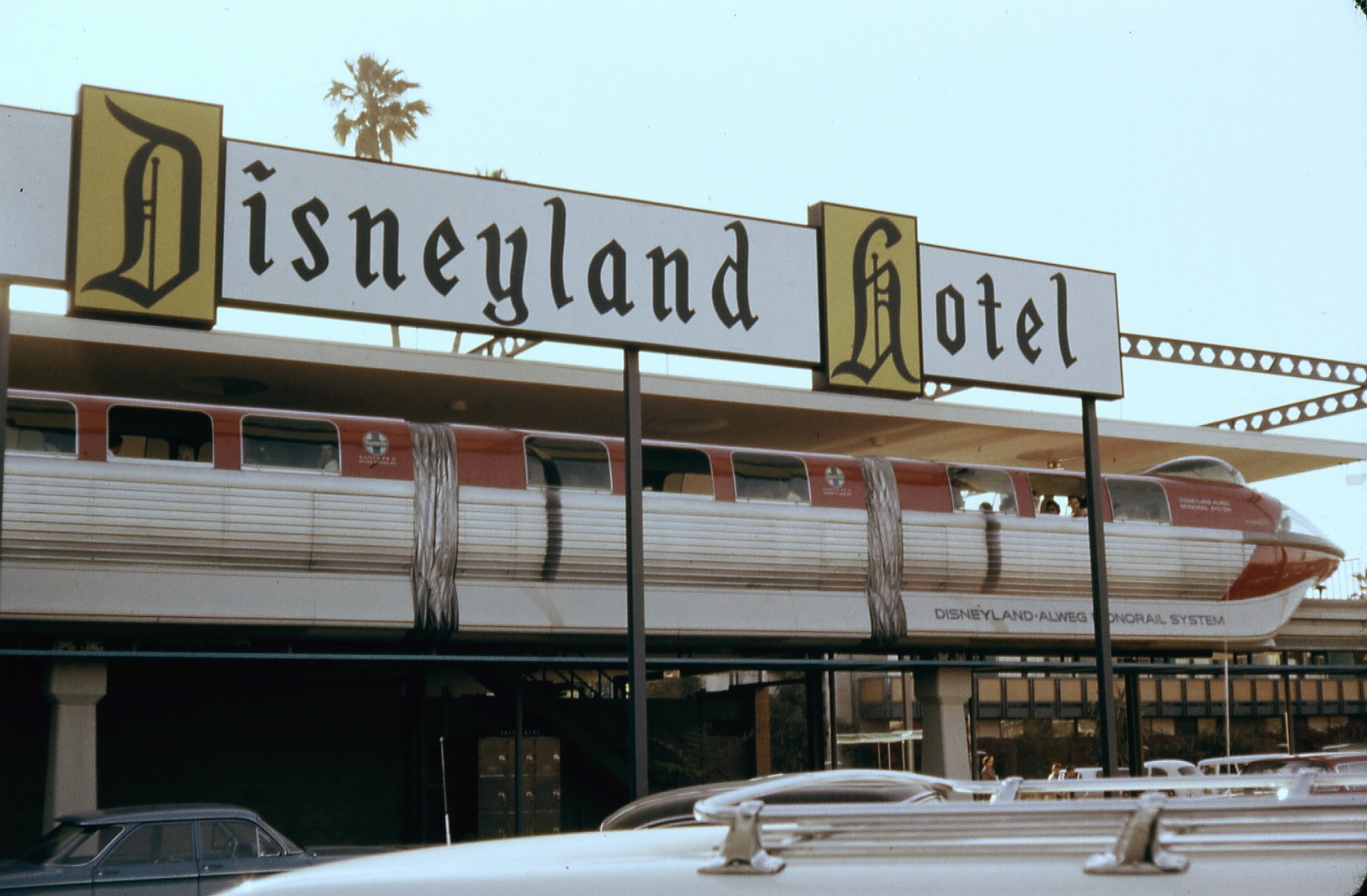
Monorail de Disneyland a l'estació de l'Hotel Disneyland a l'agost de 1963

El Disneyland Hotel original va ser dissenyat per l'estudi d'arquitectura de William Pereira i Charles Luckman i es va inaugurar el 5 d'octubre de 1955, gairebé tres mesos després de Disneyland. La data d'obertura original era a l'agost de 1955, però diverses vagues van provocar-ne l'ajornament, i l'hotel va obrir inicialment amb un aforament limitat. L'hotel constava originàriament de poc més de 100 habitacions en 5 complexos d'habitacions de dos pisos (més tard coneguts com a South Garden Rooms i posteriorment com a Oriental Gardens) que es llogaven per 15 dòlars la nit (176 dòlars en dòlars de 2024). A principis de 1956 l'hotel es va ampliar amb instal·lacions comercials, de restauració i d'entreteniment. A més, l'hotel comptava amb un metge i un dentista, així com una perruqueria i un saló de bellesa.
El 25 d'agost de 1956 l'hotel va celebrar la seva cerimònia d'inauguració "oficial" amb moltes estrelles i celebritats de Hollywood assistint a les festivitats. Els anys següents a l'obertura l'hotel va rebre diverses ampliacions, amb tres noves estructures d'habitacions inaugurades el 1956 conegudes com a North Garden, una estructura més de North Garden el 1958 i, finalment, dues estructures més per l'àrea de North Garden el 1960. Després de les ampliacions l'hotel comptava amb més de 300 habitacions i suites. Va ser un dels primers hotels de la regió a oferir allotjament per a quatre persones per habitació.
Quan l'associació Wrather-Alvarez va acabar de manera amarga el 1958, Jack Wrather va comprar la part d'Alvarez dels hotels Wrather-Alvarez, convertint-lo en l'únic propietari del Disneyland Hotel. Amb els anys, l'hotel es va ampliar per incloure tres torres d'habitacions: Sierra (1962; ampliat 1966), Marina (1970) i Bonita (1978). La tercera torre que es va obrir al costat sud-oest de la propietat va rebre el nom de l'esposa de Jack Wrather, l'actriu nominada a l'Oscar Bonita Granville. Just davant de la torre hi havia una gran cascada on els hostes podien caminar per coves que hi havia sota les cascades. Al costat de la zona de la cascada hi havia una zona anomenada Seaports of the Pacific que comptava amb botigues amb productes únics d'arreu del món. A aquesta zona també es trobaven el restaurant de marisc The Shipyard Inn i el bar The Wharf amb entreteniment nocturn en directe. Al costat sud-oest de Seaports of the Pacific hi havia unes fonts dansants anomenades Fantasy Water Show, que tenia dos espectacles de 20 minuts cada nit, un a les 20 h i un altre a les 21 h. L'any 1982, The Off-Road Raceway va obrir davant de la torre Bonita, una àrea amb cotxes remots a escala 1/10 que els visitants podien llogar. El 1985, l'atracció de vaixells de control remot The Queen's Berth va obrir a la zona de Marina entre la torre Marina i la torre Sierra i comptava amb una rèplica a escala del Queen Mary, que en aquell moment era propietat de la per la Wrather Corporation i operava a Long Beach, Califòrnia.
Els hostes viatgaven entre l'hotel i l'entrada principal del parc Disneyland mitjançant un tramvia. El 1961 el Disneyland Monorail es va ampliar i es va obrir una estació a l'hotel. Al llarg dels anys també es van afegir àrees recreatives, atraccions i un centre de convencions (1972). El 15 de juny de 1970 es va obrir un parc de caravanes adjacent anomenat Vacationland (que tenia la seva pròpia piscina) que es pot veure com un precursor del càmping Disney's Fort Wilderness Resort & Campground que va obrir a Walt Disney World el 1971. L'hotel també va comptar amb una estació de servei de l'empresa Richfield durant alguns anys com a part del patrocini de Richfield de varies atraccions de Disneyland.

### Compra de Disney a Wrather Corporation
Quan Michael Eisner es va convertir en president i conseller delegat de Walt Disney Productions el 1984, va voler sortir de l'acord de Disney amb la Wrather Corporation i integrar Disneyland Hotel sota el paraigua de la Walt Disney Company. Wrather es va negar a vendre, tal com havia rebutjat Walt Disney molts anys abans. Wrather va morir dos mesos després que Eisner es fes càrrec de Disney, i el 1988, després de la mort de la vídua de Wrather, Bonita Granville, Disney va comprar tota l'empresa Wrather. En aquell moment, l'empresa de Wrather també posseïa els drets de les sèries de televisió El genet solitari i Lassie, i gestionava i operava una atracció turística a Long Beach amb el transatlàntic RMS Queen Mary i l'avió Spruce Goose. Tot i que Disney va mantenir l'hotel, des de llavors ha venut els altres actius que es van incloure a la compra.

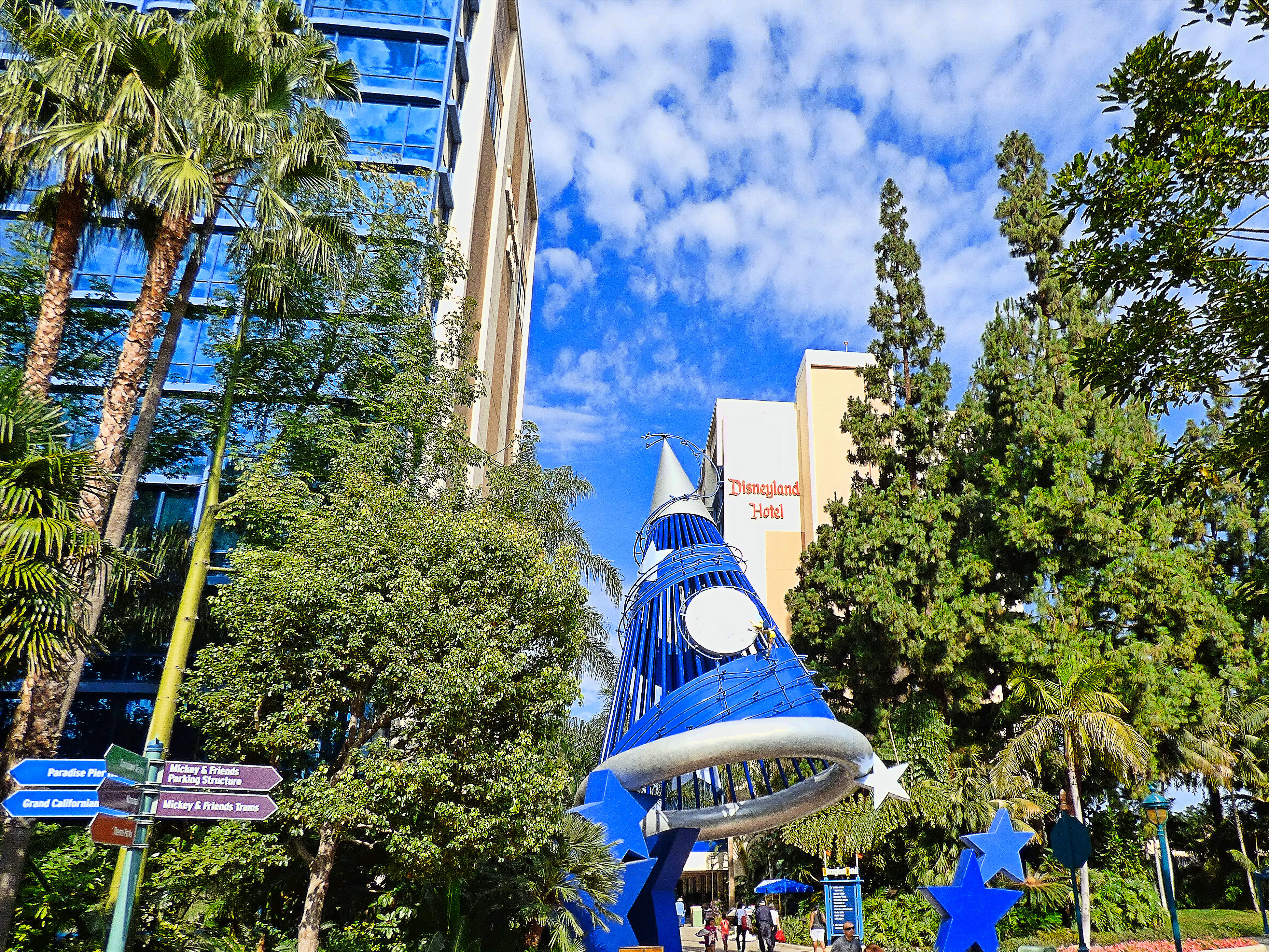
Torres del Disneyland Hotel des de Downtown Disney. La torre Dreams a l'esquerra; la torre Magic a la dreta. La zona en primer pla era abans l'emplaçament de l'edifici Plaza.

### Ampliació del resort (1999–2001)
A principis de 1997, Vacationland va ser tancat i enderrocat. L'any 1999, també es va enderrocar una part important de l'hotel, tot per fer lloc a Downtown Disney i zones d'aparcament per al Disneyland Resort, que s'estava ampliant. La majoria dels edificis a l'est de la torre Sierra i al nord de la torre Marina van ser enderrocats, inclosos els edificis originals de l'hotel de 1955. Els únics edificis que queden en aquestes zones són el centre de convencions i l'aparcament. Noves instal·lacions recreatives es van construir al entre les tres torres, on anteriorment es trovaven les fonts Water Wonderland, per substituir les instal·lacions que estaven situades a l'est de la Torre Serra.
Els carrers que abans s'utilitzaven per accedir a l'hotel amb cotxe es van reasfaltar i/o es van eliminar totalment, i es va construir un nou carrer per accedir a l'hotel. El servei de tramvia des de l'hotel també es va suspendre, deixant el Monorail com l'únic mitjà de transport amb vehicles entre el parc i l'hotel. La pèrdua d'habitacions d'hotel es va compensar amb l'obertura de l'hotel Disney's Grand Californian el 2001, però molts dels restaurants i serveis que existien abans de 1999 mai van ser substituïts.

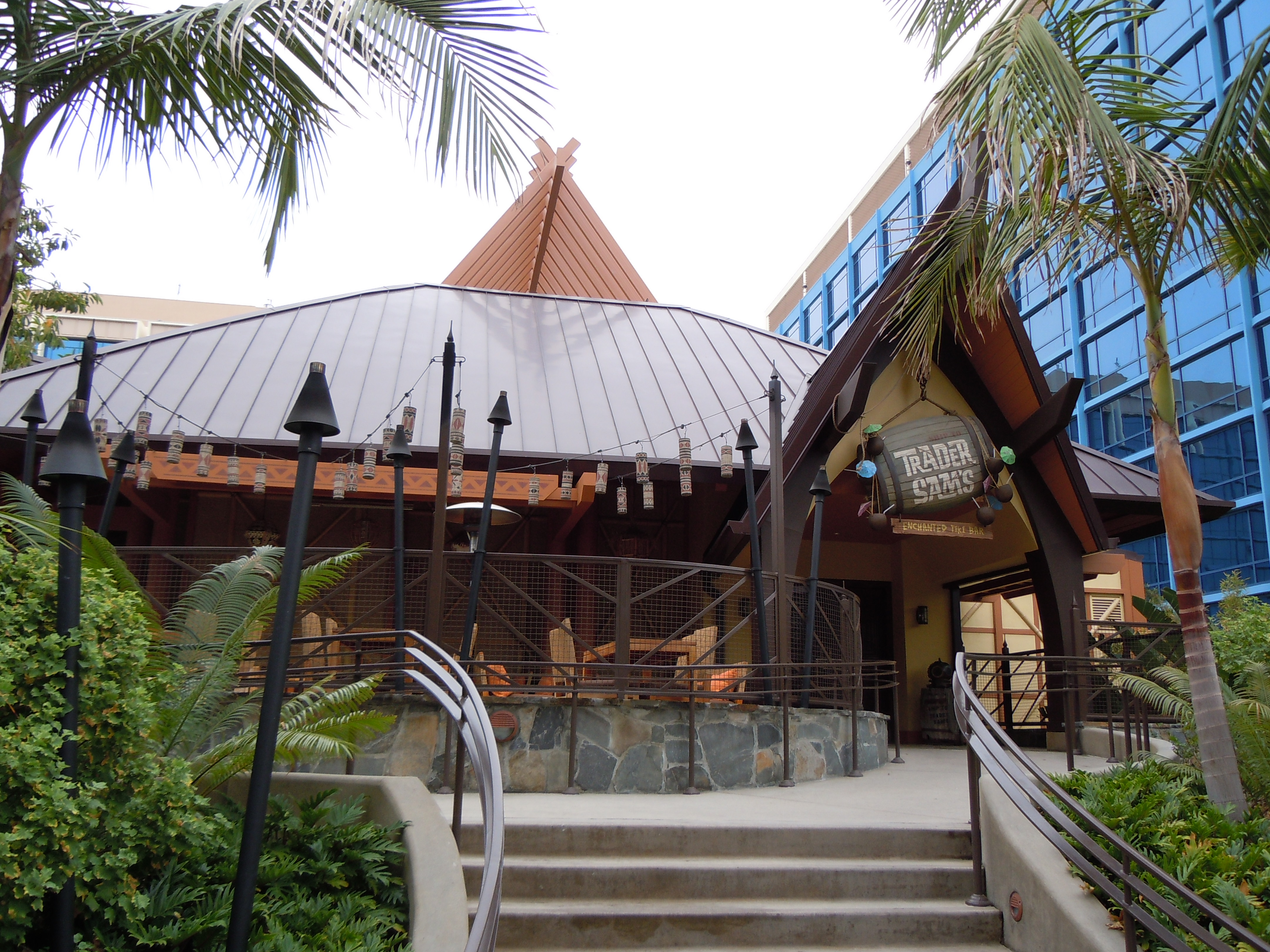
Trader Sam's Enchanted Tiki Bar al Disneyland Hotel després de la renovació de l'hotel el 2012. A la dreta hi ha la torre Adventure amb noves finestres blaves.

### Post-expansió
Avui dia, cap dels edificis originals de l'hotel de 1955 roman en peu. Molt poc de l'hotel original (a part de les zones d'aparcament i les instal·lacions de servei) sobreviu, fora del perímetre creat per les tres torres d'habitacions restants. A la cafeteria dels empleats de l'hotel es mostren rètols originals i altres artefactes de diverses de les botigues i restaurants enderrocats amb la plaça.
Tematització de Mickey Mouse s'utilitza en molts mobles i detalls interiors. L'any 2007 les Torres Marina, Sierra i Bonita van ser rebatejades com a Magic, Dreams i Wonder, respectivament. Altres edificis de l'extens complex hoteler alberguen restaurants, botigues, oficines, instal·lacions recreatives i instal·lacions per a convencions i banquets. El complex també inclou un gazebo i zones ajardinades que s'utilitzen per a casaments organitzats per Disney's Fairy Tale Weddings & Honeymoons.

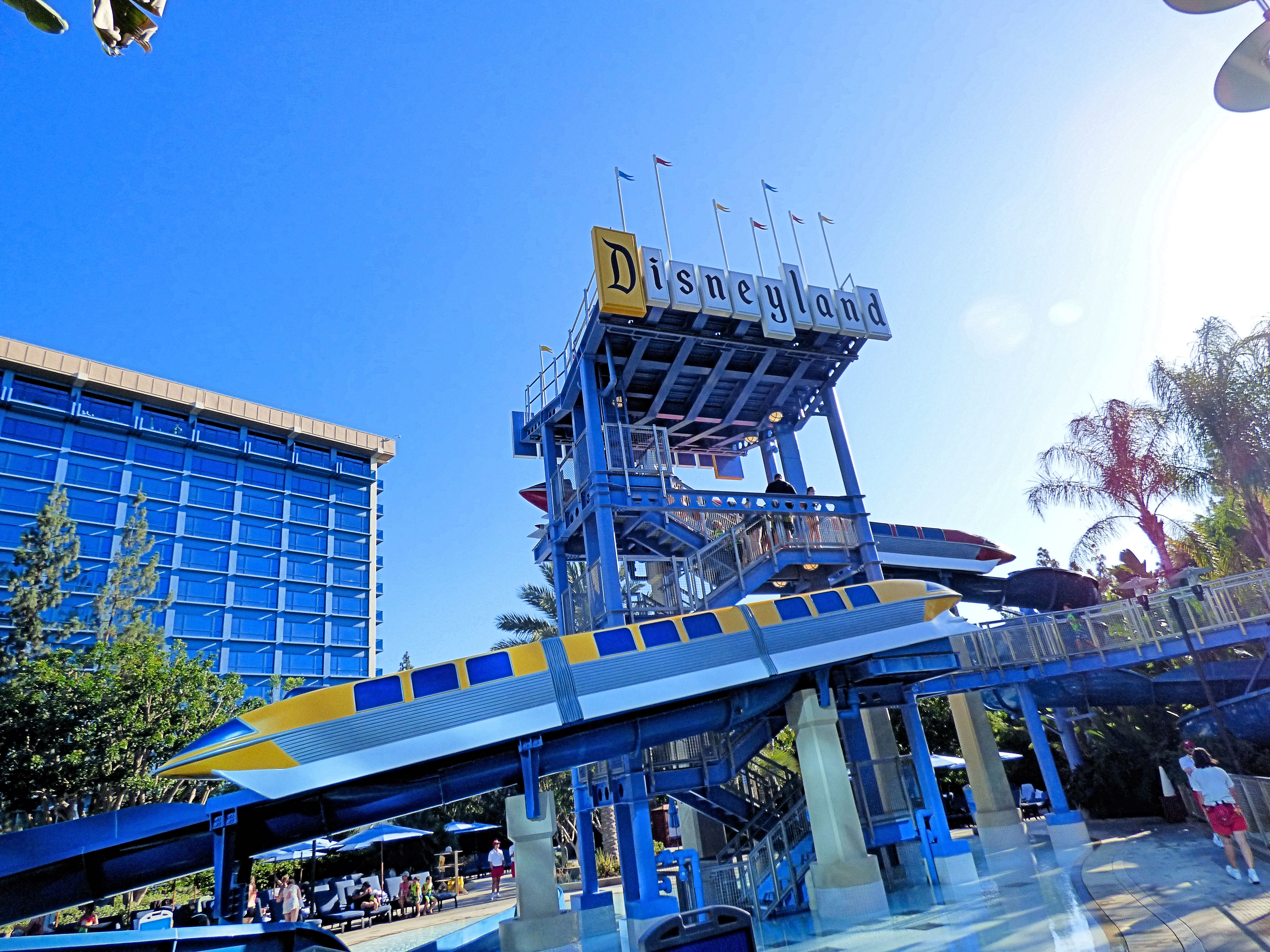
El tobogan monorail a Disneyland Hotel

L'hotel Disneyland va començar una renovació important el 2009, començant amb la torre Dreams. La renovació de l'hotel va incloure noves finestres, paper pintat, catifes i decoració. La torre Dreams, acabada el 2010, es va convertir en la torre Adventure. La torre Wonder es va convertir en la torre Frontier després de la seva finalització el 2011, i la torre Magic es va convertir en la torre Fantasy el 2012.
La zona de piscines Never Land Pool també va rebre un redisseny que es va completar el 2012. La transformació va incloure sis noves cabanes i dos nous tobogans aquàtics, amb una rèplica de la senyal original del parc a la part superior juntament amb rèpliques dels monorails Mark I que envolten els dos tobogans. Es va construir una nova piscina de entre l'antiga Never Land Pool i l'àrea de jocs aquàtics.

### The Villas a Disneyland Hotel
El 28 de setembre de 2023, Disney va obrir una nova propietat del Disney Vacation Club, un programa de multipropietat d'allotjaments turístics, anomenada The Villas at Disneyland Hotel com a part del complex de l'hotel. Aquesta propietat consta d'una torre de 12 pisos, i cadascuna de les seves 344 habitacions inclou temàtica de diverses pel·lícules de Disney com El llibre de la selva i La bella dorment.